# قشلاق آغداش حاجی سارم
قشلاق آغداش حاجی سارم یک روستا در ایران است که در دهستان قشلاق شرقی شهرستان بیله‌سوار واقع شده‌است. قشلاق آغداش حاجی سارم ۵۱ نفر جمعیت دارد.